# Maphumulo
Maphumulo es un municipio local sudafricano situado en el distrito de iLembe, en la provincia de KwaZulu-Natal.

## Superficie
Maphumulo tiene una superficie de 895,9 km².

## Demografía
En 2022, tenía 110 983 habitantes, una densidad poblacional de 123,9 hab./km², y 20 397 viviendas.